# Temple St-Esprit (Besançon)

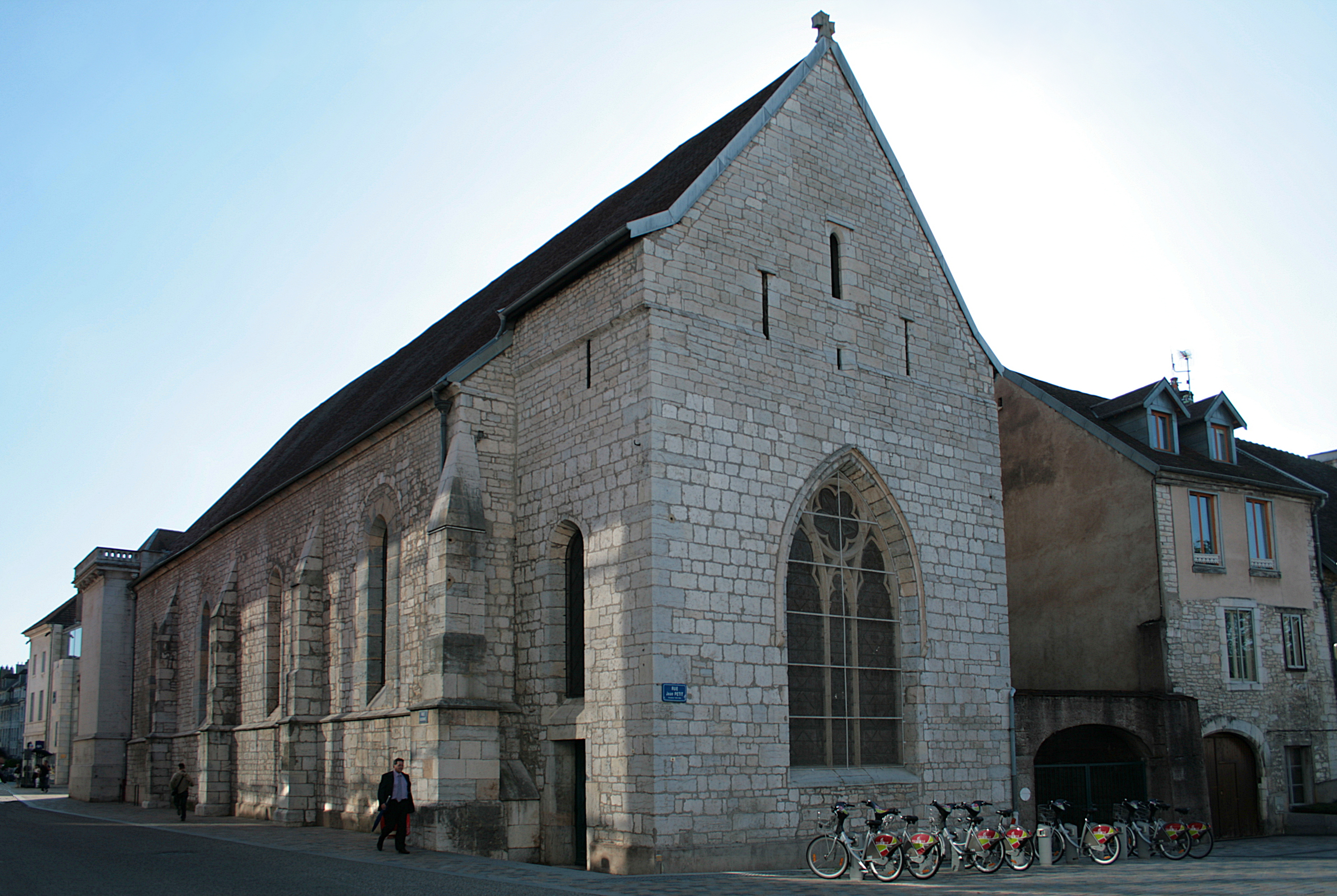
Temple St-Esprit, Blick zum Chor

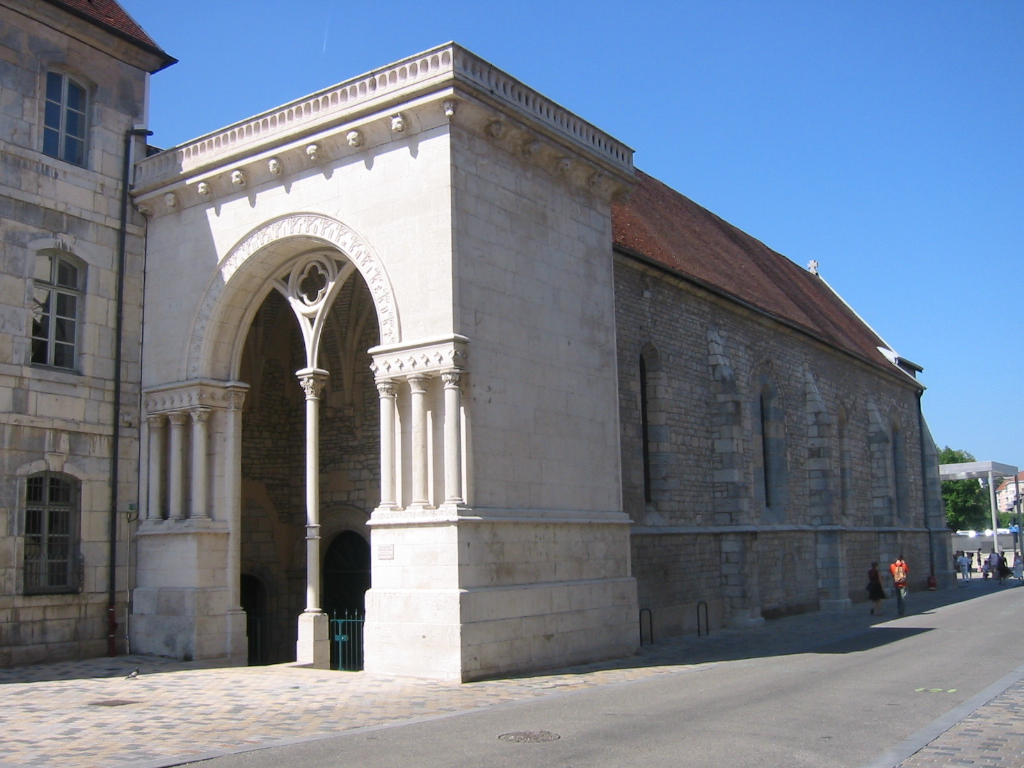
Neugotischer Westbau

Der Temple St-Esprit ist ein Kirchengebäude in Besançon (Département Doubs) in Frankreich, das einer reformierten Gemeinde innerhalb der Vereinigten Protestantischen Kirche Frankreichs dient. Die Kirche ist Monument historique im Gesamtensemble des ehemaligen Heilig-Geist-Hospitals.

## Geschichte
Das Hospital wurde zu Beginn des 13. Jahrhunderts durch den Heilig-Geist-Orden gegründet, der die zugehörige Hospitalskirche auch dem Heiligen Geist weihte. 1792 wurden die Geistlichen aus dem Hospital vertrieben, das Hospital selber 1797 geschlossen. Seit 1842 dient die Kirche St-Esprit den Reformierten.
Die Kirche St-Esprit wurde im 13. Jahrhundert in schlichten gotischen Formen errichtet und im 15. Jahrhundert eine Kapelle hinzugefügt. 1841 wurde das alte Portal durch einen neogotischen Westbau nach Plänen des Architekten Alphonse Delacroix ersetzt.